# Requena-Utiel
Requena-Utiel (in valenciano: Plana d'Utiel o Pla de Requena) è una delle 34 comarche della Comunità Valenciana, con una popolazione di 38 698 abitanti in maggioranza di lingua castigliana, come la sua storia.
Il suo capoluogo è Requena.
Amministrativamente fa parte della provincia di Valencia, che comprende 17 comarche.